# David Catchings Dickson

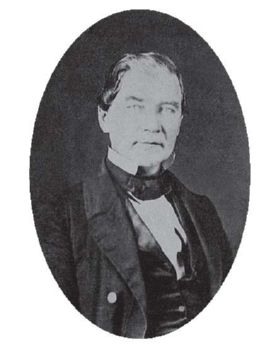
David Catchings Dickson

David Catchings Dickson (* 25. Februar 1818 im Pike County, Mississippi; † 5. Juni 1880 in Texas) war ein US-amerikanischer Politiker. Zwischen 1853 und 1855 war er Vizegouverneur des Bundesstaates Texas und damit die vierte Person, die dieses Amt bekleidete.

## Werdegang
David Dickson wuchs in Mississippi auf. Nach einem Medizinstudium in Lexington (Kentucky) und seiner 1841 erfolgten Zulassung als Arzt begann er im Montgomery County in der damaligen Republik Texas in diesem Beruf zu arbeiten. In dieser Eigenschaft war er auch für die Armee der Republik tätig. Im Jahr 1845 wurde er Friedensrichter im Montgomery County. Nach dem Beitritt Texas’ zur Union schlug Dickson als Mitglied der Demokratischen Partei eine politische Laufbahn ein. Er wurde für mehrere Legislaturperioden Abgeordneter im Repräsentantenhaus von Texas und war zwischenzeitlich dessen Speaker. Im Jahr 1853 wurde Dickson an der Seite von Elisha M. Pease zum Vizegouverneur von Texas gewählt. Dieses Amt bekleidete er zwischen 1853 und 1855. Dabei war er Stellvertreter des Gouverneurs und Vorsitzender des Staatssenats. 1855 kandidierte er erfolglos für das Amt des Gouverneurs. Dabei wurde er von der Know-Nothing Party unterstützt.
Im Jahr 1859 wurde Dickson erneut in das Staatsparlament gewählt. Am Ende der Legislaturperiode verzichtete er auf eine Wiederwahl. Zu Beginn des Bürgerkrieges war er Offizier in der Staatsmiliz. Im Jahr 1862 wurde er Mitglied des Senats von Texas. Nach dem Krieg war Dickson in den Jahren 1866 und 1867 Finanzbeauftragter (Financial Agent) für das Staatsgefängnis in Huntsville. Danach praktizierte er wieder als Arzt.  Er starb am 5. Juni 1880.